# Johann Strauss (zeneszerző, 1825–1899)
Ifjabb Johann Strauss (németül Johann Strauß Sohn) (Bécs, 1825. október 25. – Bécs, 1899. június 3.) osztrák zeneszerző, többek között a Kék Duna keringő és A denevér megkomponálója, már életében a „keringőkirály” becenévvel illették.
Bécsben született, zeneszerző család tagja. Apja, idősebb Johann Strauss kedvelt és elismert zeneszerző, karmester volt. Ifjabb Johann Strauss hatéves korában komponálta első dalát, de mivel apja nem a muzsikus pályát szánta neki, titokban tanult Fritz Amon első hegedűstől. Gimnáziumi tanulmányai után banki pályára készült. Apja azonban elhagyta családját, ezért ő kötelességének érezte, hogy anyját és testvéreit támogassa, így a jó megélhetést biztosító zenész pályát választotta. Johann Anton Kohlmann és Joseph Drechsler tanítványa volt.
1844-ben alapította meg első zenekarát, s emiatt összetűzésbe került apjával. Viszonyuk éveken át feszült volt, s megtagadta, hogy csatlakozzék apja zenekarához. Annak halála után 1849-ben egyesítette a két Strauss-zenekart és 1851-től számos koncertkörutat tett Európában. Legnépszerűbb művét, a Kék Duna keringőt 1867-ben mutatták be Párizsban hatalmas sikerrel. 1872-ben Amerikába utazott, ahol a bécsi divatos zenei stílusokat (operett, polka, keringő) népszerűsítette. Nemcsak kiváló zeneszerző és karmester volt, hanem kiváló szervező is, a bécsi zenei élet egyik kiemelkedő egyénisége. 1863 és 1870 között az udvari bálokat vezette, majd 1877-ben felkérték a párizsi operabál rendezésére is.
Művei közül a keringők a legjelentősebbek: még Bülow, Wagner és Brahms csodálatát is kivívták. Zenéjében az osztrák néptánc szellemét jellegzetesen bécsi fogalmazásban érvényesítette kedélyes könnyedséggel vegyítve, és mindezt az osztrák népies muzsikálásból megőrzött naturalisztikus hangszereléssel párosította. Színpadi művek írására Offenbach példája késztette, közülük legmaradandóbb A denevér.
Magánélete kevésbé szerencsésen alakult. Első felesége, Jetty Treffz 1878 tavaszán meghalt. Következő házassága Angelica Dittrich-hel csak öt évig tartott. Harmadik házasságát Adele Deutsch-csal 1885-ben kötötte.

## Életútja

### Származása

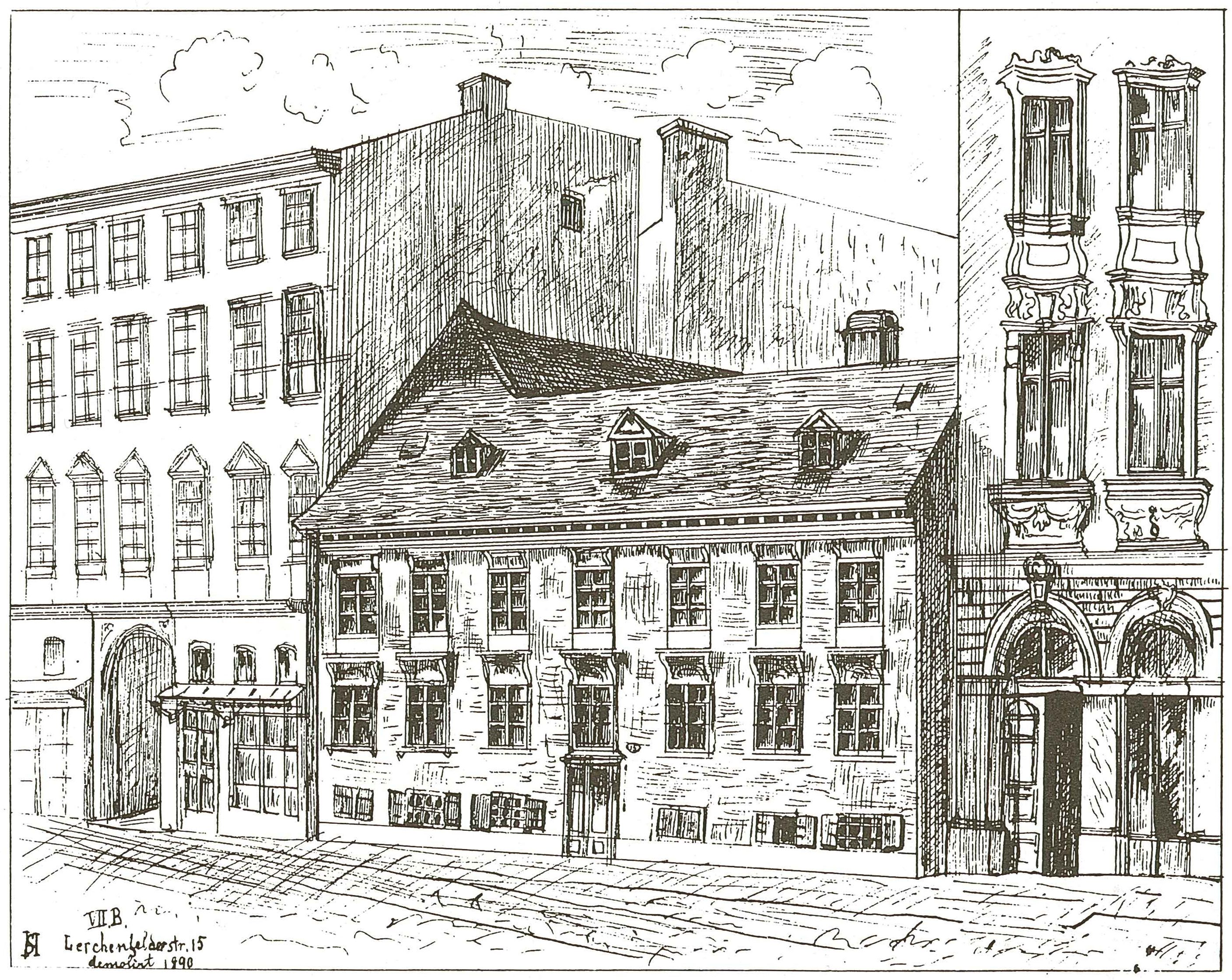
Ifj. Johann Strauss szülőháza (1890-ben lebontották)

A keresztségben a Johann Baptist nevet kapta. Apja id. Johann Strauss zeneszerző, karmester, anyja Anna Streim, egy bécsi kocsmáros leánya volt. Az idősebb Strauss Lanner zenekarában brácsázott, többek közt Josef Streim fogadójában. Nem volt állandó lakhelye, szülei már nem éltek. Amikor megtudta, hogy Anna állapotos, útlevélkérelmet nyújtott be, menekülni próbált a felelősség elől, de a lány apja keresztülhúzta számításait; elérte, hogy nyilvánítsák katonaszökevénynek. A Bécsben maradt zenészt arra kötelezte, hogy vegye el leányát és arra is gondja volt, hogy Strauss ne a muzsikálásban produkálja magát, hanem valami „tisztességes” foglalkozást keressen magának. Hosszas viták után 1825. június 24-én a házasságkötési engedély megadásakor Bécs városának magisztrátusa előtt a „hivatásos zenetanár“ foglalkozásban állapodtak meg. Az esküvő után az ifjú pár beköltözött első otthonába, ahol – a Sankt Ulrich nevű nyugati előváros 76-os számú házában – október 25-én reggel fél nyolckor megszületett második gyermekük, a Schaninak (az olasz Gianni vagy francia Jean alapján) becézett ifjabb Johann Strauss.
Az apa kötelezettségei oly mértékben megnőttek, hogy már alig volt képes családjával is törődni, így a háztartás irányításába az apa négy évvel idősebb nővére, Ernestine is besegített. Anna 1831. szeptember 29-én szülte meg második leányát, Theresét. A megnövekedett család 1833-ban átköltözött a Karmelitenplatzra, a Sankt Josef-templommal szembe, ahol mindhárom gyermeket keresztelték. Johannak további két fiútestvére volt, Eduard és Josef, valamint a mindössze tíz hónapig élt Ferdinánd.
Josef és Maria Streim, Schani nagyszülei 1826 áprilisában egy kis házat vásároltak a várostól északra fekvő Salmannsdorfban. 1828 és 1834 között az ifjú Johann és testvérei itt töltötték nyaraikat. Az ifjú Johann itt ismerkedett meg a zenével, a családi zongorának köszönhetően. Édesanyja, aki ragyogó gitáros hírében állott, 1832 augusztusában két rögtönzött keringőt jegyzett le. E két darab utóbb zongorakísérettel ellátva Erster Gedanke címen meg is jelent. Az ifjú Johann olyan fordulatokat utánzott e darabokban, amelyek apja zenekarának házi próbáiról lehettek ismerősek számára, egyebek között az Alexandra-keringőből valamint a Das Leben ein Tanzból.

## A Strauss dinasztia
Ifjabb Johann Strauss 1825. október 25-én született Bécsben, apja, Johann Strauss első fiaként. Apja akarata ellenére, akárcsak két öccse, Josef és Eduard, ő is zenésznek állt.

## A bécsi polgár
Johann szívesen ellátogatott a kültelki kocsmákba és a Bécs környéki dombok hangulatos nyári vendéglőibe és nézte, hallgatta, hogyan mulatott a nép, hogy ropták a táncot az osztrák parasztok, miképp pengetett szapora ritmusokat a sramlizenekar és miféle dallamokat „kaptak fel” a külváros lakói: iparosok, mesterlegények, katonák, diákok.
Straussnak három felesége volt. Az első, Jetty Trefs énekesnő hamar elhunyt. Másodjára Angela Dietrichhel kötötte össze életét, aki viszont elhagyta egy másik férfiért. Harmadik feleségét Adelét túl az ötvenen, érett fejjel ismerte meg. Adele is asszony volt már akkoriban, egy gyermek anyja, ráadásul ő is a Strauss családi nevet viselte, ám férje pusztán névrokona volt a nagy zeneszerző-családnak. Sokan Adelét tekintik Strauss igazi nejének, aki odaadó rajongással vette körül férjét, sőt a bécsiek az operett Cosimájának is nevezték, mert jó tanácsaival előrevitte a mester munkáját. Feljegyezték, hogy amikor A cigánybáró próbáira készültek, maga a mester sem bízott a sikerben, mind a színház direktora, mind Zsupán alakítója, az ismert Girardi is szkeptikusan álltak a premierhez. Adele kitartása, és határozott fellépése beigazolódott talán még a Denevérnél is nagyobb sikert hozott Straussnak ez az operett.

## Bécs zenei élete
A század első évtizedeiben Franz Schubert nem csak a válogatott zeneélvezők muzsikusa volt. A kocsmák táncai behatoltak a városba és e polgári aranykor idején kiszorították az úri világ valamennyi menüettjét, gavottját és egyéb főúri táncait. A keringő, amely valaha a nép körében született, megigézte az egész várost.
| „                | Strauss zenészei gyakorlottabban küzdik le a ritmusváltozás nehézségeit, mint a mi muzsikusaink. A keringők, amiket előadnak, nehezen játszhatók, mert a dallam ezerféle módon színesíti az ütemet. Párizs zenei ízlésének fejlődésére nézve szerencsés előjelnek tartom Strauss sikerét. Azt hiszem ugyanis, hogy sikerét inkább német keringői ritmikus hangsúlyának, semmint hangszerelése felettébb muzikális fényének köszönheti. | ” |
| – Hector Berlioz | |   |

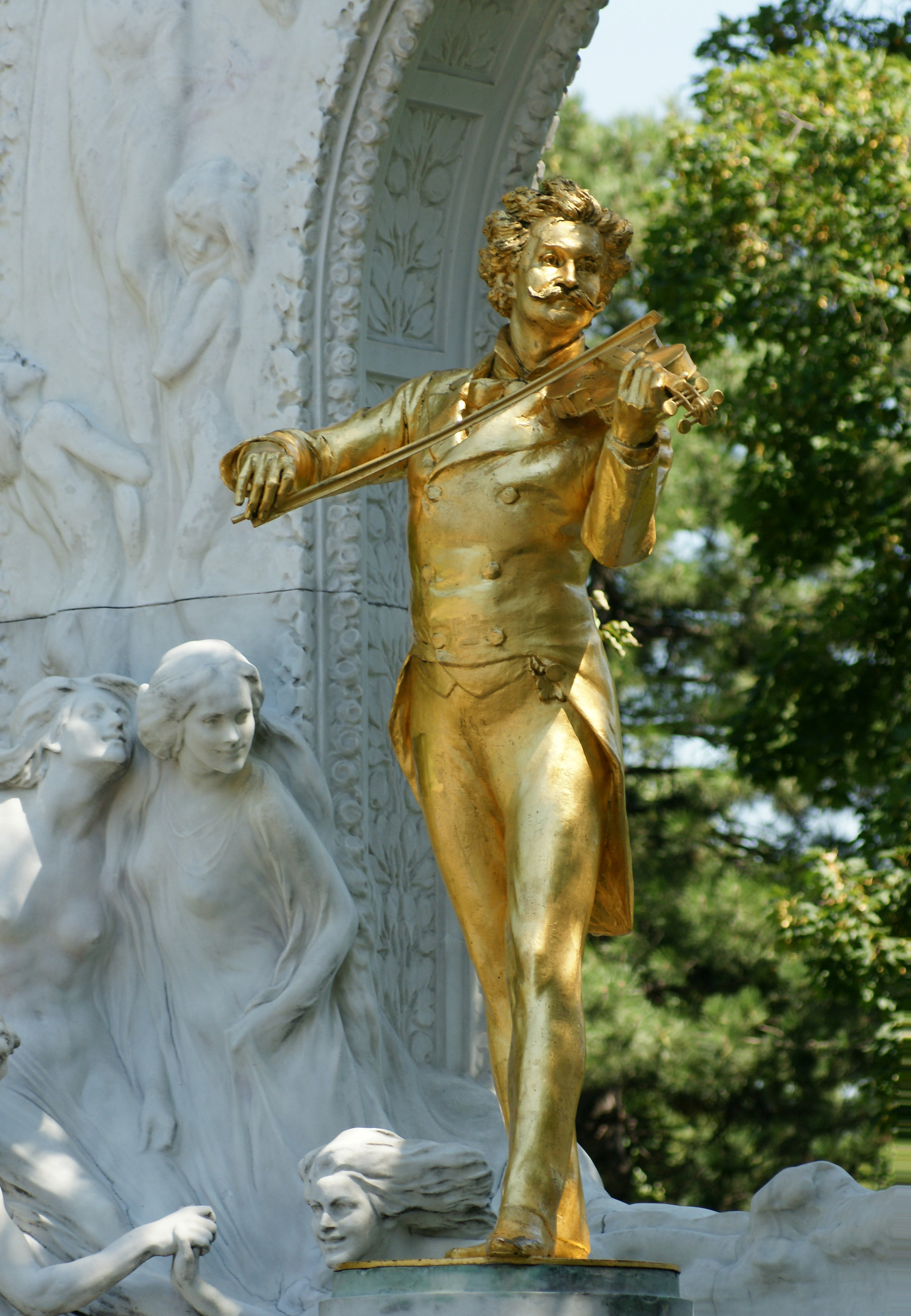
Aranyszobra a bécsi városi parkban

Ne gondoljuk, hogy ez a kritika egyedülálló volt. Az akkori Európának majdnem minden jelentősebb zenekritikusa, esztétája megemlékezett a bécsi „keringőkirály” diadalútjáról.
Ám a Walzer-König hamarosan veszedelmes vetélytársra talált. A vetélytársat, saját fiát is Johann Straussnak hívták. Ádáz versengés indult a két Strauss között, amit az 1848-as forradalom még ki is élezett. A revolúció híre az ifjabb Johann Strausst a Balkánon érte utol, és ő lóhalálban sietett Bécs felé, hogy jelen legyen a történelmi eseménynél. Egykorú képek őrzik a „történelmi” találkozó emlékét. Ifjabb Johann Strauss zenekarával a polgárőrök élén haladt, az öreg Strauss a császári csapatok zenekarát vezényelte.
A forradalom leverése után az ifjú muzsikusnak jó ideig bujkálnia kellett.
Az apa és fia közötti versengésnek az idősebb Strauss halála vetett csak véget. A vita eldőlt: a Walzer-König most már véglegesen az ifjabb Strauss és lassacskán eltűnt az „ifj.” szócska is, mert Strauss csak egy van: az a lobogó energiájú, kifogyhatatlan dallaminvenciójú, ragyogóan muzsikáló fiatal művész, akinek lábai előtt hevert az egész császárváros. A küzdőtérre szólította Josefet is, aki a legjózanabb foglalkozást választotta: egy mérnöki irodában dolgozott. Josef Strauss szinte hónapok alatt sajátította el a szükséges zeneelméleti tudást és hamarosan már ő is egy Strauss-zenekar élén állt. Majd színre lépett a harmadik Strauss testvér: Eduard is. Ha amazok a walzer poétái voltak, akkor Eduard a keringő diplomatája, pénzügyminisztere, nagyvállalkozója, aki megszervezte a Strauss dinasztia világhírét. Közben Johann mindinkább visszavonult a hangversenyszerepléstől és úgyszólván kizárólag komponálással foglalkozott.

## Művei

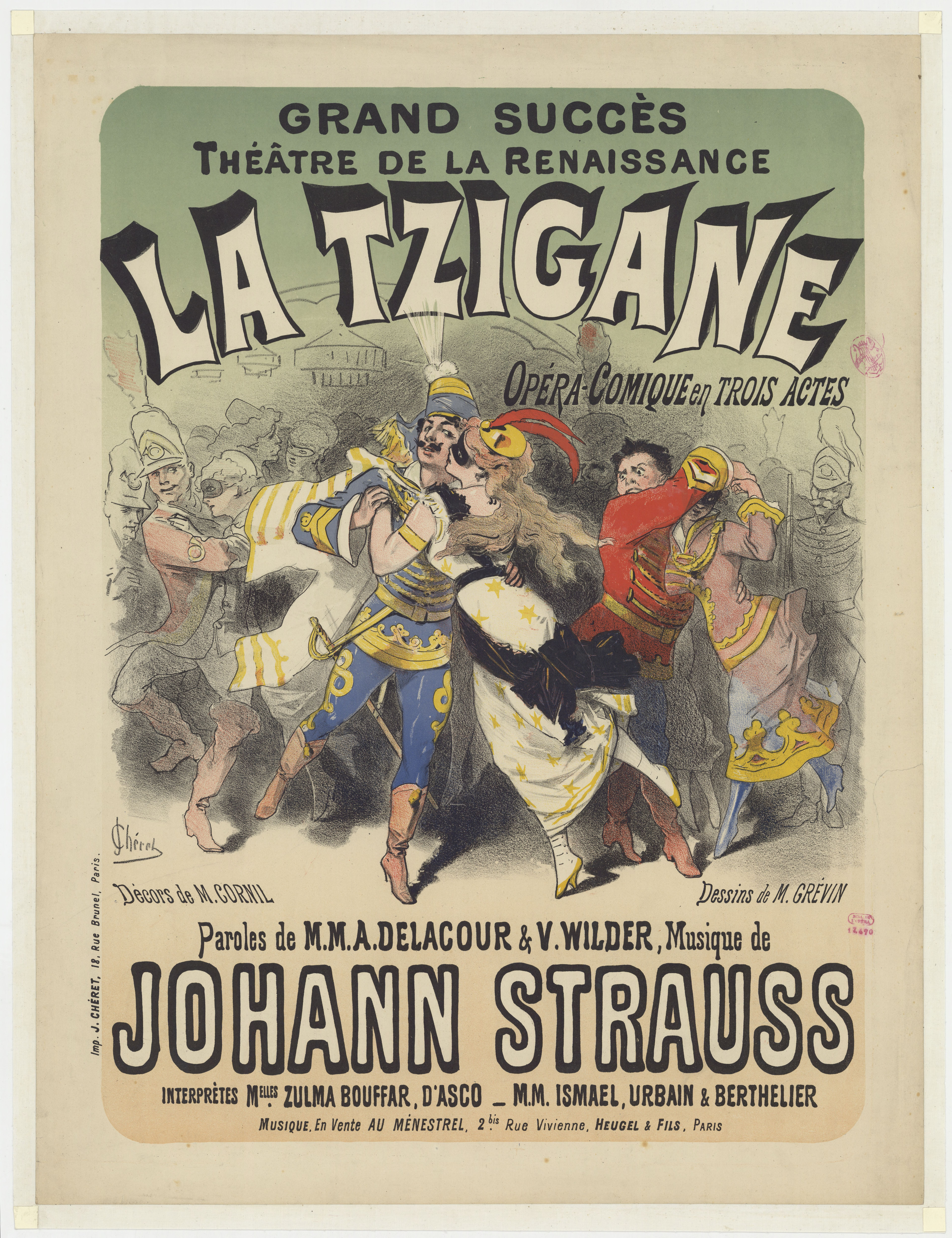
A cigánybáró korabeli párizsi plakátja

Több száz keringő, polka és induló mellett nagyobb lélegzetű művei:
- A denevér (1874)
- Egy éj Velencében (1883)
- A cigánybáró (1885)
- Simplicius (1887)
- Pázmán lovag (1892)
- Kék Duna keringő
- Bécsi vér, amelyet halála után a Strauss-keringők legjavából állítottak össze